# 24296 Marychristie
24296 Marychristie là một tiểu hành tinh vành đai chính với chu kỳ quỹ đạo là 1520.4486405 ngày (4.16 năm).
Nó được phát hiện ngày 14 tháng 12 năm 1999.